# Phasicnecus novempunctatus
Phasicnecus novempunctatus är en fjärilsart som beskrevs av George Thomas Bethune-Baker 1927. Phasicnecus novempunctatus ingår i släktet Phasicnecus och familjen Eupterotidae. Inga underarter finns listade i Catalogue of Life.